# آنگهاراد جیمز

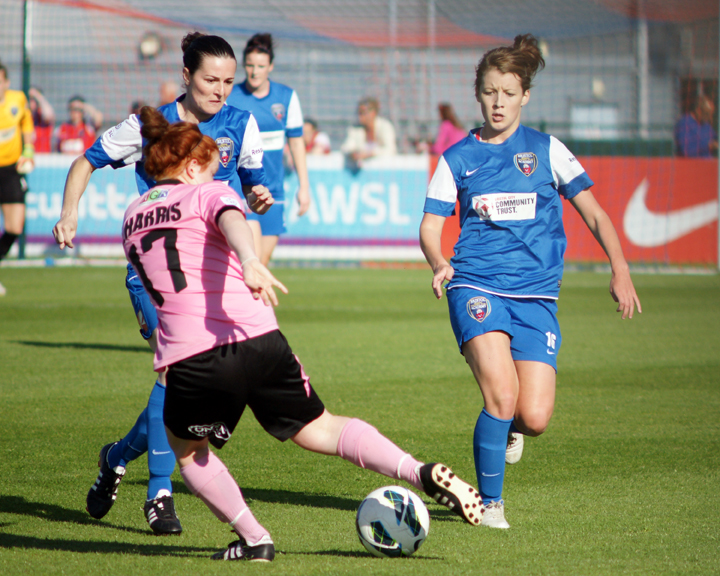

آنگهاراد جین جیمز (متولد ۱ ژوئن ۱۹۹۴) یک فوتبالیست می باشد که برای تیم ملی فوتبال زنان ولز و باشگاه اورتون در پست هافبک بازی می کند.